# Авангардний панк
Авангардний панк (англ. avant-punk) — це стиль панк-музики, що характеризується «кричущими експериментами», і термін, яким критики описували хвилю американських панк-гуртів 1970-х. Він бере свій початок від нью-йоркського рок-гурту The Velvet Underground, тоді як попередниками були ранні The Kinks та гаражні гурти, зібрані на серії компіляцій Nuggets. За словами критика Роберта Крістгау, між 1966 і 1975 роками єдиними помітними гуртами, які можна віднести до «авангардного панку», були Velvets, The Fugs, MC5, Іггі Поп і The Stooges, The Modern Lovers і New York Dolls.